# Voluten-Zonen-Gruppe
Als Voluten-Zonen-Gruppe wird eine namentlich heute nicht mehr bekannte Gruppe von Vasenmalern bezeichnet, die in der zweiten Hälfte des 6. Jahrhunderts v. Chr. wichtiger Vertreter des Fikellura-Stils der ostgriechischen Vasenmalerei zur Zeit des orientalisierenden Stils war.
Die Voluten-Zonen-Gruppe war neben der Läufer-Gruppe die bedeutendste Künstlergruppe des Fikellura-Stils. Sie steht chronologisch am Ende des Stils und gilt als dessen letzte Stufe. Anders als die Vorgänger verzierten die Vertreter der Gruppe ihre Gefäße in den Blickfangzonen nicht mehr mit Figuren, sondern reduzierten ihre Verzierungen auf große, umlaufende Voluten. Darunter finden sich häufig Friese in Sichelform. Die Voluten-Zonen-Gruppe hatte großen Anteil an der Fikellura-Produktion, ihnen kann ein großer Teil der Vasen des Stils zugeordnet werden.